# فیل بیشه آفریقایی
فیل بیشهٔ آفریقایی (نام علمی: Loxodonta africana) نام یک گونه از سرده فیل آفریقایی است. این گونه با عنوان فیل ساوانای آفریقایی هم شناخته می‌شوند. این فیل‌ها با ۴٫۰۰ متر (۱۳٫۱ فوت) طول، بزرگ‌ترین جانور خشکی‌زی کره زمین محسوب می‌شوند. هر دو جنس نر و ماده دارای عاج‌هایی هستند که در سنین ۱ تا ۳ سالگی شروع به رشد می‌کنند و این رشد و افزایش طول عاج تا سنین بزرگسالی و در طول زندگی ادامه می‌یابد. فیل بیشهٔ آفریقایی در ۳۷ کشور آفریقایی پراکنده شده‌است که در نقاطی همچون جنگل‌ها، علفزارها و زمین‌های جنگلی، تالاب‌ها و در برخی مواقع زمین‌های کشاورزی هم قابل مشاهده است.
از سال ۲۰۰۴ به عنوان گونه در خطر انقراض در فهرست سرخ گونه‌های در معرض خطر قرار گرفته‌است. بیشترین تهدید عمده برای این گونه از فیل‌ها، تخریب زیستگاه و در بخش‌هایی، شکار غیرقانونی برای استفاده از گوشت و عاج آنها است. فیل بیشه آفریقایی پوستی خاکستری همراه با موها و کرک‌های ریزی دارد. گوش‌های بزرگ این گونه از فیل‌ها تمام قسمت شانه را می‌پوشاند. این گوش‌ها می‌توانند تا ۲ در ۱٫۵ متر (۶٫۶ در ۴٫۹ فوت) رشد کنند. گوش‌های بزرگ این فیل‌ها به کاهش گرمای بدن کمک قابل‌توجهی می‌نمایند که با تکان دادن آنها، جریان هوای مناسبی ایجاد می‌شود. نوک گوش‌ها تیز و غالباً مثلثی شکل هستند.